# فیونا کراکلز
فیونا کراکلز (انگلیسی: Fiona Crackles؛ زادهٔ ۱۱ فوریهٔ ۲۰۰۰) بازیکن هاکی روی چمن است.